# Brinkmann (Córdoba)
Brinkmann is een plaats in het Argentijnse departement San Justo, in het noordoosten van de provincie Córdoba in Argentinië. Het ligt ongeveer 272 km van de stad Córdoba. De plaats telt ongeveer 11.000 inwoners (2017).

## Demografie

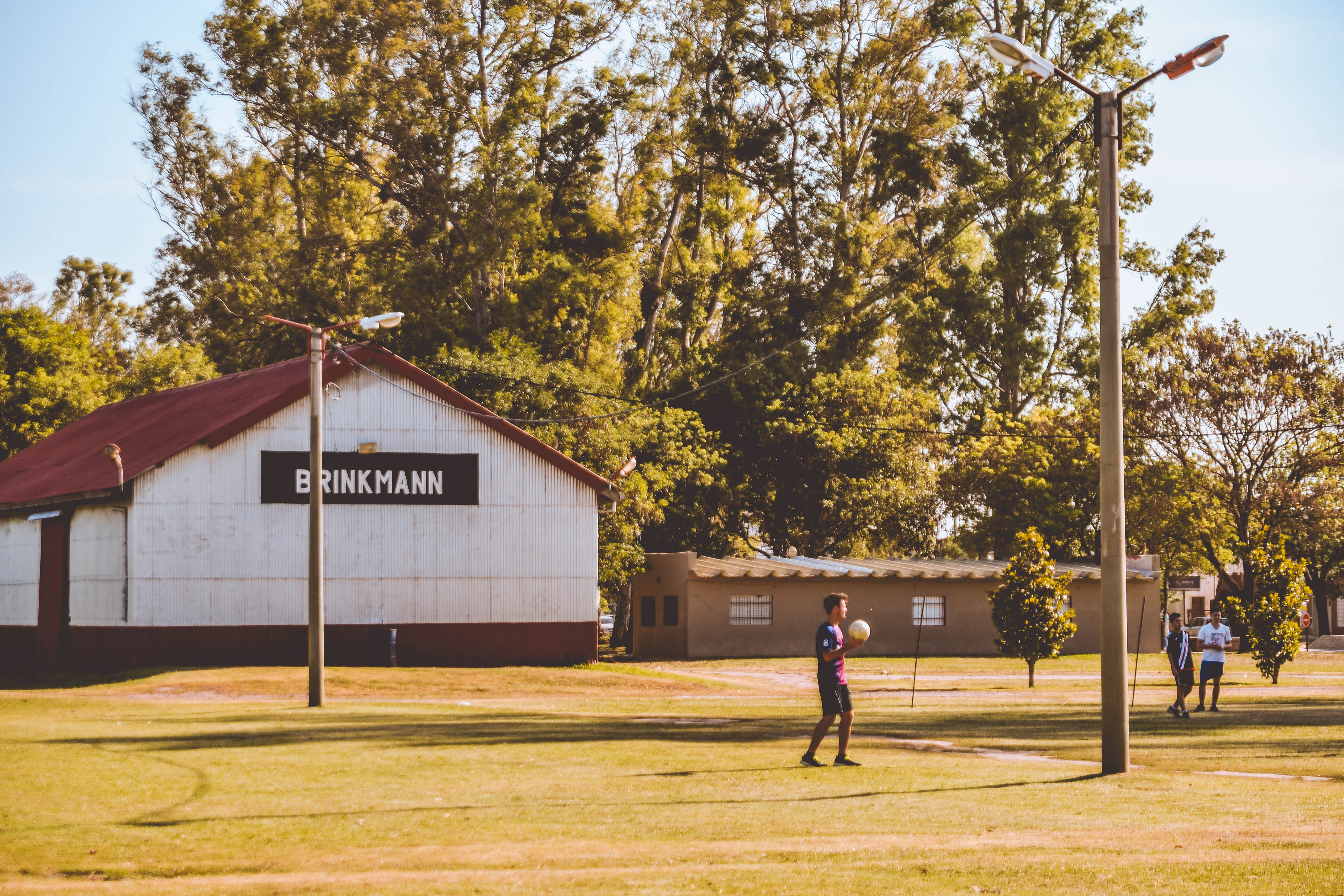
Treinstation in Brinkmann.

De Provinciale Route 1 verbindt Brinkmann met de rest van het wegennet van Cordóba en gaat verder naar het noorden onder de naam Provinciale Route 23.
Een spoorlijn verbindt Brinkmann in het zuiden met de stad San Francisco en in het noorden met onder andere Morteros en Suardi.
Brinkmann ligt in het belangrijkste veehouderijgebied van het land en is vooral gericht op de zuivelproductie.

## Bevolking
In 2010 had Brinkmann 9890 inwoners, 20% meer dan in 2001 (8237).
| Bevolking van Brinkmann tussen 1991 en 2010 |
| ------------------------------------------- |
|                                             |

## Naam
De plaats is genoemd naar de Duitse stichter van de stad, Abraham Julius Brinkmann (Mengede (Dortmund), 1839 – Buenos Aires, 1895). Spaanstaligen schrijven de naam van de stad vaak verkeerd, waarbij de vormen "Brickman", "Brikman", "Brikmann", "Brincmann" enz. vaak voorkomen.

## Patroonheilige
- Johannes de Doper is de patroonheilige van Brinkmann. 24 juni is zijn feestdag.

## Geschiedenis

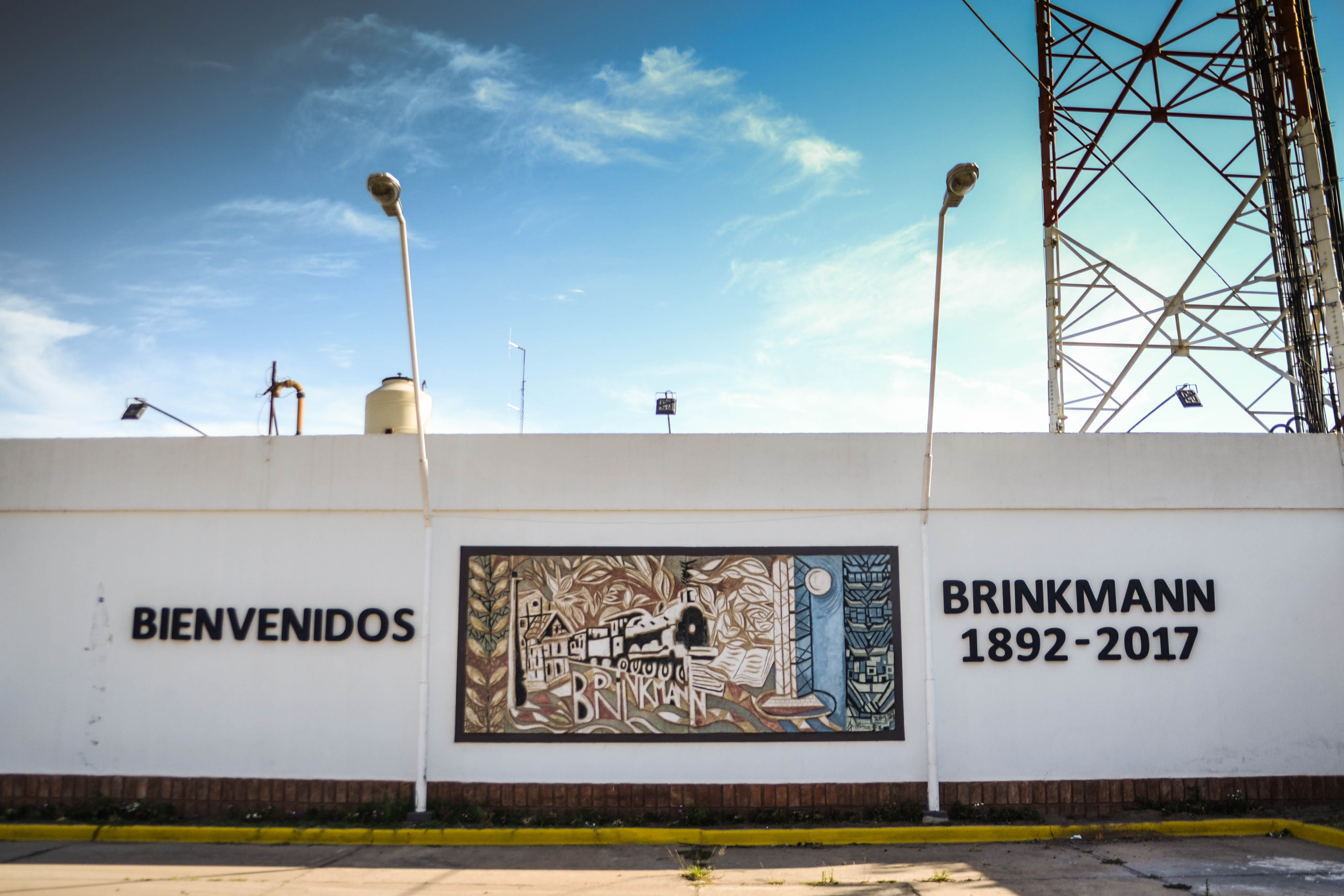
Muurschildering gemaakt bij de ingang van het busstation ter gelegenheid van de viering van 125 jaar Brinkmann door Leonardo Bustamante.

Tot de 15e eeuw werd het gebied bevolkt door de Comechingones, een inheemse stam in de Argentijnse provincies Córdoba en San Luis. In de omgeving waar nu Brinkmann ligt lagen enkele van hun heilige plaatsen. De Comechingones werden tegen het einde van de 17e eeuw verdreven of uitgeroeid door de Spaanse conquistadores.
Tot 1800 was het gebied vrijwel onbewoond en trokken er gaucho's met hun kuddes en groepen inheemse Mocoví- en Abipones-indianen rond.
In de late jaren 70 van de 19e eeuw werden de inheemse stammennaar het noorden verdreven en werd het land aan kolonisten verkocht. Daardoor kwam een grote toestroom van immigranten uit Europa naar het gebied op gang. In Brinkmann kwamen vooral Italianen uit Piemonte terecht, die zich er als boeren en middenstanders vestigden. Tegenwoordig is de landbouw en veeteelt er geïntensiveerd, en wordt er tarwe en maïs verbouwd, en zuivel geproduceerd zoals kaas en boter.
Halverwege de 20e eeuw was Brinkmann enige plaats in heel Latijns-Amerika die bestuurd werd door een burgemeester van de Communistische Partij. Bovendien was 14% van de volwassenen in de plaats lid van de Communistische Partij.